# Víctor Zapata (futbolista)
Víctor Zapata (Piura, Perú; 11 de abril de 1986) es un exfutbolista peruano.

## Clubes
| Club                       | País   | Año       |
| -------------------------- | ------ | --------- |
| Cienciano                  | Perú   | 2003-2004 |
| Estudiantes Tecos          | México | 2005      |
| Sport Boys                 | Perú   | 2006      |
| Deportivo Municipal        | Perú   | 2007      |
| Universitario de Deportes  | Perú   | 2008      |
| Alianza Atlético           | Perú   | 2008      |
| Inti Gas                   | Perú   | 2009      |
| FBC Melgar                 | Perú   | 2010      |
| Deportivo Coopsol          | Perú   | 2011      |
| Univ. Técnica de Cajamarca | Perú   | 2012      |
| Sport Áncash               | Perú   | 2013      |
| Sport Boys                 | Perú   | 2016      |

## Palmarés

### Campeonatos nacionales
| Título          | Club                      | País | Año  |
| --------------- | ------------------------- | ---- | ---- |
| Torneo Apertura | Universitario de Deportes | Perú | 2008 |
| Copa Perú       | UTC                       | Perú | 2012 |